# Деалу Алуниш (Валча)
Деалу Алуниш (рум. Dealu Aluniș) насеље је у Румунији у округу Валча у општини Бербешти. Oпштина се налази на надморској висини од 327 m.

## Становништво
Према подацима из 2002. године у насељу је живело 2595 становника, од којих су сви румунске националности.